# Creste di galli
Les creste di galli sont un type de pâtes italiennes. Leur nom signifie « crêtes de coq ». Ce sont des pâtes rugueuses et poreuses qui peuvent accompagner une sauce à la crème ou une sauce aux petits légumes,.